# Manitung Island
Manitung Island – niezamieszkana wyspa w Cieśninie Davisa, w Archipelagu Arktycznym, w regionie Qikiqtaaluk, na terytorium Nunavut, w Kanadzie. W pobliżu Manitung Island położone są wyspy: Alikdjuak Island (10,5 km), Nedlukseak Island (13,5 km), Nunatsiaq Island (22,4 km) i Kekertaluk Island (33,7 km).